# Hagios Demetrios

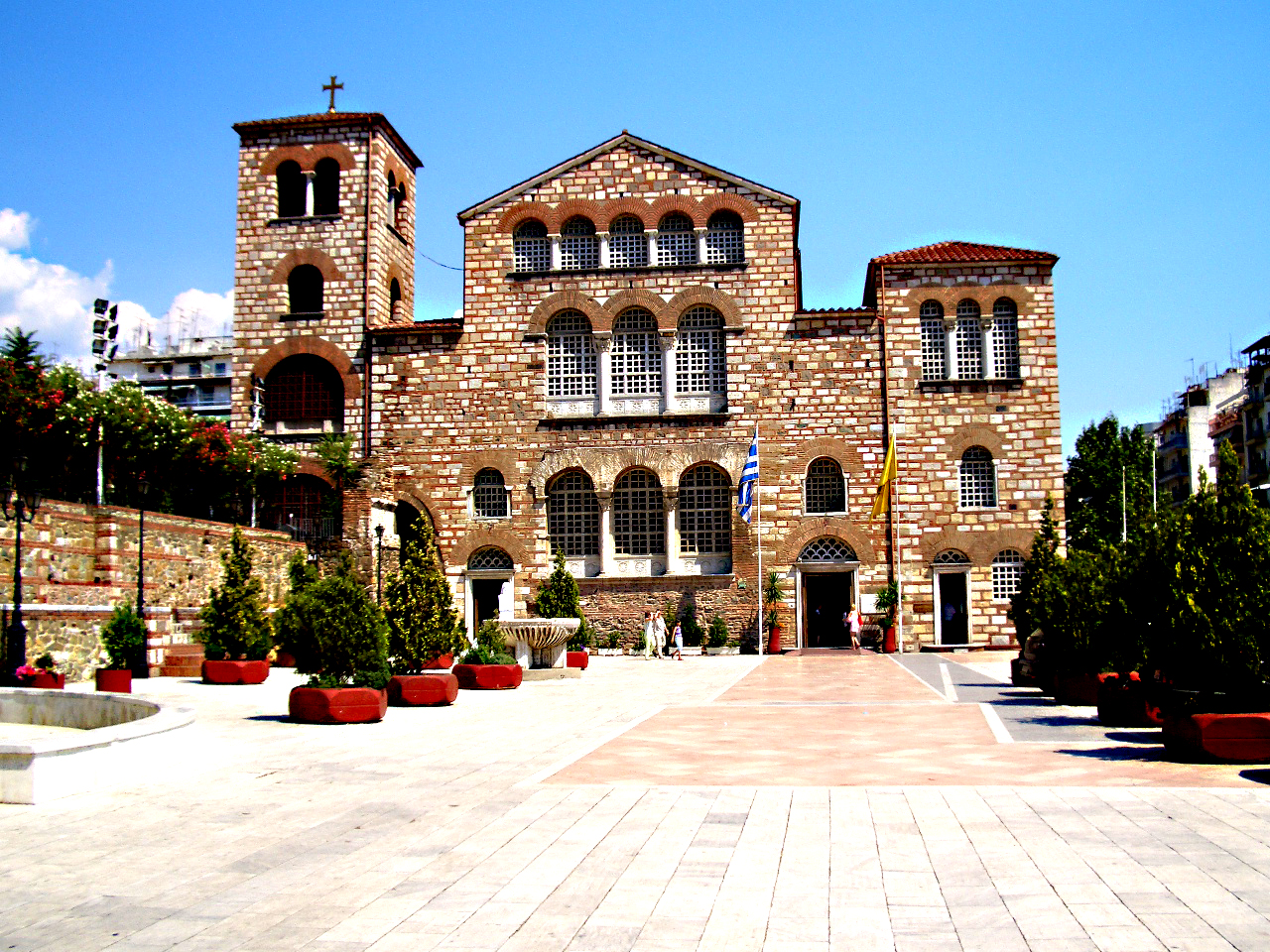
Demetriosbasilika in Thessaloniki, Außenansicht

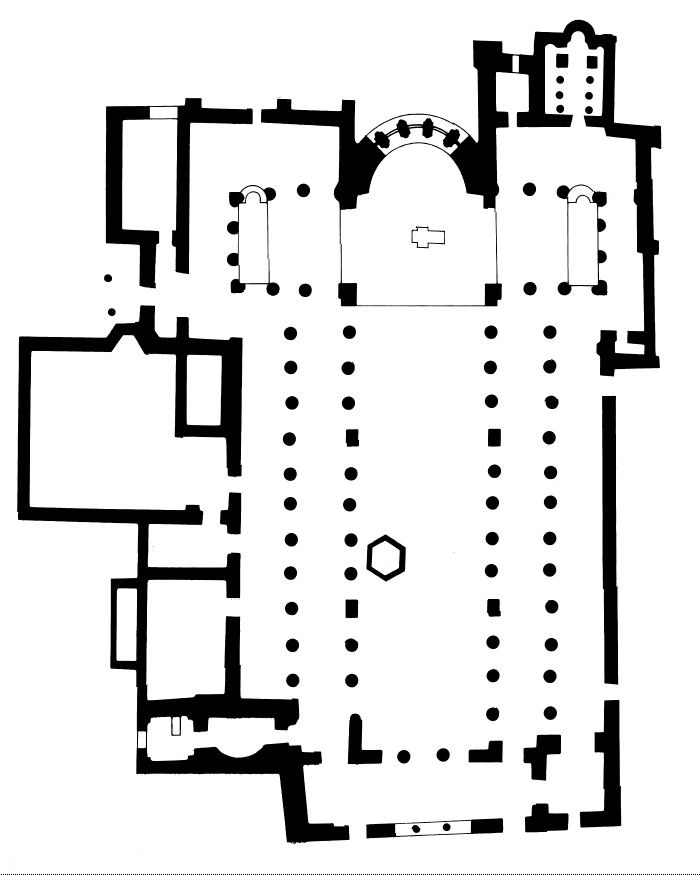
Grundriss der Demetriosbasilika in Thessaloniki

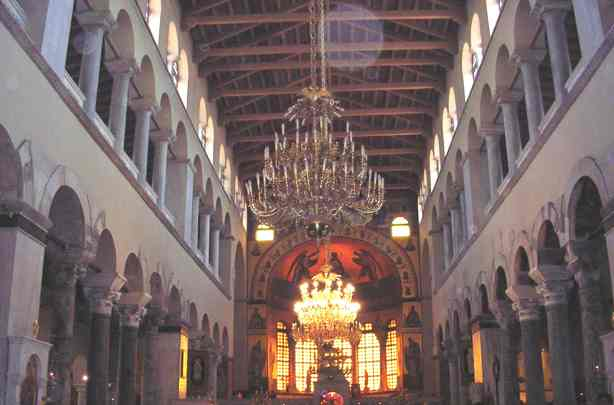
Demetriosbasilika in Thessaloniki, Hauptschiff (Innenansicht)

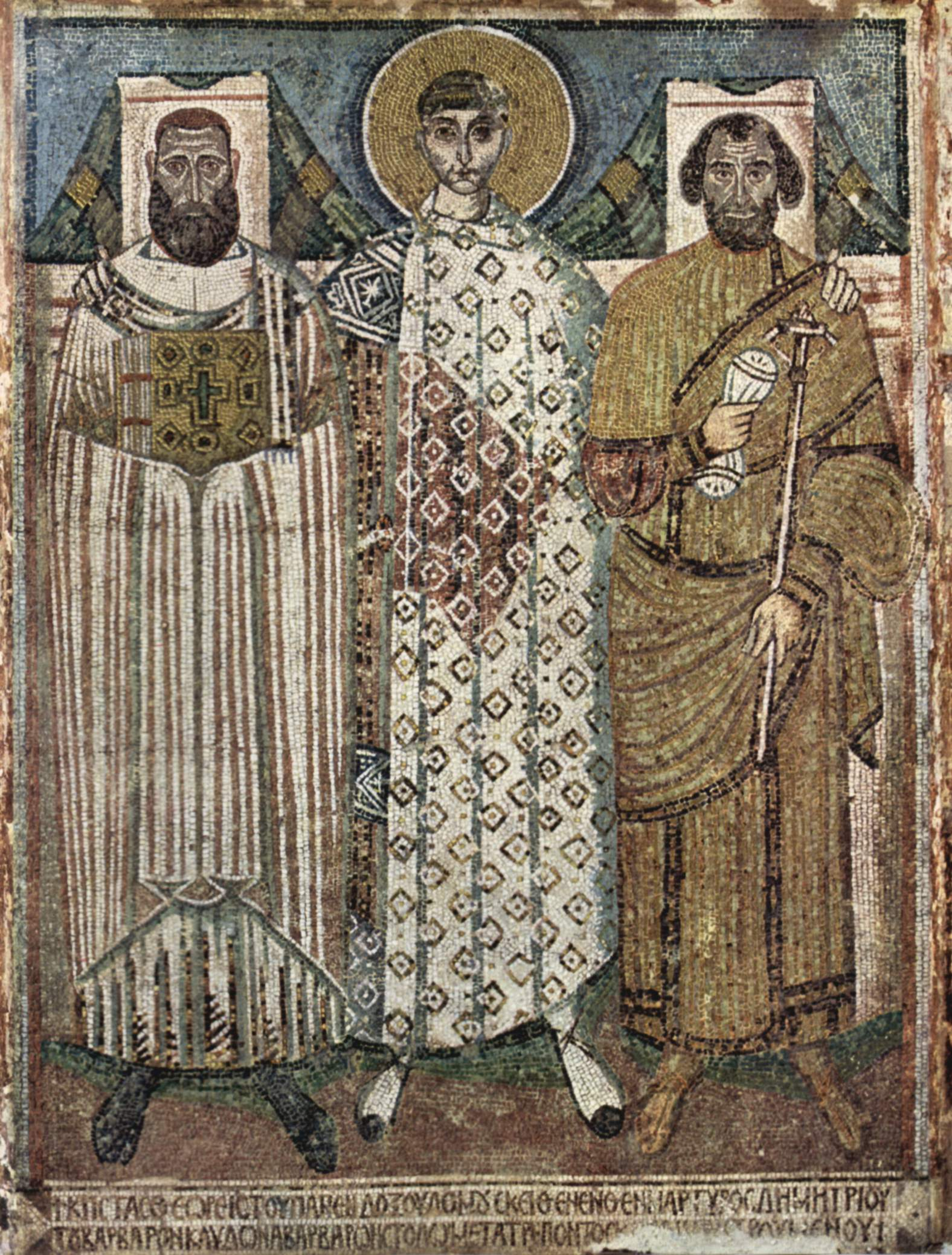
Demetriosbasilika in Thessaloniki, Hl. Demetrios mit Stiftern, Mosaik aus dem 6./7. Jahrhundert

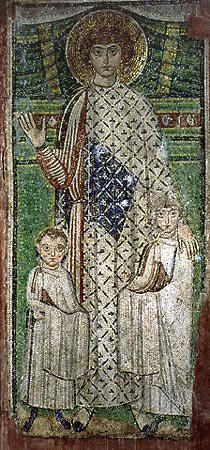
Demetriosbasilika in Thessaloniki, Hl. Georg mit Kindern, Mosaik aus dem 6./7. Jahrhundert

Die Kirche Hagios Demetrios (griechisch Άγιος Δημήτριος Agios Dimitrios) oder einfach Demetriosbasilika ist eine dem heiligen Demetrios von Thessaloniki geweihte frühbyzantinische Kirche in Thessaloniki. Sie liegt am Fuß des Hügels der Oberstadt in der Nähe des alten Marktes und ist diesem frühchristlichen  Heiligen geweiht, einem der wichtigsten Heiligen der griechisch-orthodoxen Kirche. Seit 1988 ist die Kirche Teil des UNESCO-Welterbes der frühchristlichen und byzantinischen Bauten in Thessaloniki.

## Geschichte
Die erste kleine Kirche wurde nach Ansicht einiger Wissenschaftler im frühen 4. Jahrhundert an der Stelle eines römischen Badekomplexes errichtet. Ein Jahrhundert später folgte eine dreischiffige Basilika, die mehrfach durch Feuer und Erdbeben beschädigt wurde. Von 629 bis 634 erfolgte der Wiederaufbau als fünfschiffige Basilika.
In osmanischer Zeit, von 1493 bis 1912, wurde die Kirche als Moschee genutzt und türkisch mit Kasımiye Camii benannt.
Der große Stadtbrand von 1917 führte zur Zerstörung der Dächer und der oberen Wandpartien. Der unter Einbeziehung der noch vorhandenen Substanz erfolgte Wiederaufbau, während dessen umfangreiche Ausgrabungen stattfanden, zog sich bis 1949 hin.

## Bau

### Basilika
Die Kirche ist eine fünfschiffige, flachgedeckte Basilika mit offenem Dachstuhl von 53,58 Meter Länge und 33 Meter Breite mit Emporen und Lichtgaden über den Seitenschiffen und zwei Arkadenreihen mit Stützenwechsel, dreischiffigem Querhaus und schmalem Narthex und dreibogigem Eingang (Trivelum). Die Säulenkapitelle von großer Vielfalt sind größtenteils Spolien.

### Krypta
Die Krypta, einst Kultstätte für den nach der Überlieferung hier getöteten Demetrios, ist in den römischen Thermen errichtet. In islamischer Zeit war sie zugeschüttet. Sie ist vom südlichen Querhausarm zugänglich und dient heute als Museum zur Geschichte der Kirche.

### Euthymios-Kapelle
Die dreischiffige Kapelle des hl. Euthymios an der Ostseite des südlichen Querhauses wurde 1302/3 von Michael Glabas Tarchaniotis und seiner Frau Maria Palaiologina gestiftet. Ihre dem Protaton auf dem Berg Athos und der Períblebtos-Kirche in Ochrid nahestehenden Fresken repräsentieren die Malerei der Palaiologenzeit in Thessaloniki.

## Ausstattung

### Mosaike
Große Teile der Ausstattung, auch der Ausmalung und der Mosaiken, sind beim Brand 1917 verloren gegangen. Von den Marmorinkrustationen haben sich nur spärliche Reste erhalten.  Von der einst reichen Ausstattung mit Mosaiken aus dem 5. bis 9. Jahrhundert haben sich neun an den Vierungspfeilern und an der Langhauswestwand erhalten, die 1917 freigelegt wurden. Diese von einer byzantinischen Mosaikwerkstatt in Thessaloniki geschaffenen Bilder werden zu den bedeutendsten Beispielen der frühen byzantinischen Mosaikkunst gerechnet.

### Renaissance-Grabmal
Das Marmorgrabmal des Loukás Spantoúnis ist aus dem Jahr 1481 und stilistisch der venezianischen Renaissance zuzurechnen, einer Periode, in der auch Thessaloniki teilweise unter dem Einfluss von Venedig stand. Trotzdem ist es ungewöhnlich, in einer Kirche in Griechenland solch ein Renaissance-Grabmal zu finden.